# Пескушь
Пескушь — река в России, протекает в Мантуровском (почти всё течение) и Нейском районах Костромской области. Устье реки находится в 16 км по левому берегу реки Кусь. Длина реки составляет 11 км.
Исток Пескуши находится в 2 км к северо-западу от деревни и ж/д станции Петрушино. В верхнем течении течёт на запад, протекает по северным окраинам посёлка Октябрьский, после чего поворачивает на север, других населённых пунктов на реке нет. Впадает в Кусь в 8 км к северу от Октябрьского. Перед устьем образует границу Мантуровского и Нейского районов.

## Данные водного реестра
По данным государственного водного реестра России относится к Верхневолжскому бассейновому округу, водохозяйственный участок реки — Унжа от истока и до устья, речной подбассейн реки — Бассей притоков Волги ниже Рыбинского водохранилища до впадения Оки. Речной бассейн реки — (Верхняя) Волга до Куйбышевского водохранилища (без бассейна Оки).
По данным геоинформационной системы водохозяйственного районирования территории РФ, подготовленной Федеральным агентством водных ресурсов:
- Код водного объекта в государственном водном реестре — 08010300312110000016478
- Код по гидрологической изученности (ГИ) — 110001647
- Код бассейна — 08.01.03.003
- Номер тома по ГИ — 10
- Выпуск по ГИ — 0